# Пушинанан
Пушинанан (порт. Puxinanã) — муниципалитет в Бразилии, входит в штат Параиба. Составная часть мезорегиона Сельскохозяйственный район штата Параиба. Входит в экономико-статистический микрорегион Кампина-Гранди. Население составляет 12 283 человека на 2006 год. Занимает площадь 73,673 км². Плотность населения — 166,7 чел./км².

## Статистика
- Валовой внутренний продукт на 2003 год составляет 26 219 368,00 реалов (данные: Бразильский институт географии и статистики).
- Валовой внутренний продукт на душу населения на 2003 год составляет 2159,04 реалов (данные: Бразильский институт географии и статистики).
- Индекс развития человеческого потенциала на 2000 год составляет 0,628 (данные: Программа развития ООН).

## География
Климат местности: горный тропический.